# تراث ثقافي غير مادي

شعار (رمز) التراث الثقافي الإنساني غير المادي

التراث الثقافي غير المادي أو التراث الثقافي اللامادي (بالإنجليزية: Intangible cultural heritage) هو الممارسات والتصورات وأشكال التعبير والمعارف والمهارات - وما يرتبط بها من آلات وقطع ومصنوعات وأماكن ثقافية - التي تعتبرها الجماعات والمجموعات، وأحيانا الأفراد، جزءا من تراثهم الثقافي. وهذا التراث الثقافي غير المادي المتوارث جيلا عن جيل، تبدعه الجماعات والمجموعات من جديد بصورة مستمرة، بما يتفق مع بيئتها وتفاعلاتها مع الطبيعة وتاريخها، وهو ينمي لديها الإحساس بهويتها والشعور باستمراريتها، ويعزز من ثم احترام التنوع الثقافي والقدرة الإبداعية البشرية. ولا يؤخذ في الحسبان لأغراض هذه الاتفاقية سوى التراث الثقافي غير المادي الذي يتفق مع الصكوك الدولية القائمة المتعلقة بحقوق الإنسان، ومع مقتضيات الاحترام المتبادل بين الجماعات والمجموعات والأفراد والتنمية المستدامة.
اتسع نطاق مفهوم التراث الثقافي بشكل كبير خلال القرن العشرين، وكان لليونسكو دور كبير في تحقيق هذا التوسع، الذي يشمل حالياً المناظر الطبيعية والآثار الصناعية، بل وامتد إلى أشكال أخرى مختلفة لها صلة بمفهوم التراث العالمي أو التراث المشترك بين بني الإنسان.
ويعاني هذا النوع التراثي غير المادي من الهشاشة بشكل خاص، حيث يتطلب الرعاية والمتابعة الدائمة بشكلٍ كاف كي لا يتعرض للتشويه أو الانقراض، ويُعد واحداً من أولويات اليونسكو في المجال الثقافي.

## مجالاته
يتجلى “التراث الثقافي غير المادي” بصفة خاصة في المجالات التالية:
- التقاليد وأشكال التعبير الشفهي، بما في ذلك اللغة كواسطة للتعبير عن التراث الثقافي غير المادي.
- فنون وتقاليد أداء العروض.
- الممارسات الاجتماعية والطقوس والاحتفالات.
- المعارف والممارسات المتعلقة بالطبيعة والكون.
- المهارات المرتبطة بالفنون الحرفية التقليدية.[2]

## أهميته
يشكل التراث الثقافي غير المادي -رغم عامل الهشاشة- ركيزة مهمة في الحفاظ على التنوع والتراث الثقافي في عصر العولمة المتزايدة، ففي فهم التراث الثقافي غير المادي للمجتمعات المحلية المختلفة يساعد على الحوار بين الثقافات ويشجع على الاحترام المتبادل لطريقة عيش الآخر.
ويعتبر الحفاظ على التراث غير المادي هو حماية الهويات الثقافية، وبالتالي التنوع الثقافي للبشرية. ويشمل التراث غير المادي على سبيل المثال لا الحصر المهرجانات التقليدية والتقاليد الشفهية والملاحم، والعادات، وأساليب المعيشة، والحرف التقليدية، وما إلى ذلك.

## التراث الثقافي غير المادي بحسب الدولة
| الرتبة | الدولة | عدد عناصر التراث الثقافي غير المادي التي تعترف بها اليونسكو |
| ------ | --- | ----------------------------------------------------------- |
| 1      | الصين | 43                                                          |
| 2      | تركيا | 30                                                          |
| 3      | فرنسا | 28                                                          |
| 4      | إسبانيا | 25                                                          |
| 5      | إيران | 24                                                          |
| 6      | أذربيجان | 23                                                          |
| 7      | كرواتيا و اليابان و كوريا الجنوبية | 22                                                          |
| 8      | إيطاليا | 19                                                          |
| 9      | بلجيكا | 18                                                          |
| 10     | الهند و قرغيزستان و منغوليا و فيتنام و الإمارات العربية المتحدة و أوزبكستان                                                                                   | 15                                                          |
| 11     | كولومبيا و المغرب و سلطنة عمان و بيرو | 14                                                          |
| 12     | إندونيسيا و كازاخستان و السعودية | 13                                                          |
| 13     | المكسيك | 12                                                          |
| 14     | الجزائر و النمسا | 11                                                          |
| 15     | جمهورية التشيك و ألمانيا و اليونان و البرتغال و رومانيا و سويسرا                                                                                              | 10                                                          |
| 16     | بوليفيا و البرازيل و المجر و مالي و سلوفاكيا و فنزويلا | 9                                                           |
| 17     | أرمينيا و بلغاريا و مصر | 8                                                           |
| 18     | قبرص و ماليزيا و نيجيريا و سلوفينيا و تونس | 7                                                           |
| 19     | كولومبيا و كوبا و مالاوي و موريتانيا و فلسطين و الفلبين و بولندا و سوريا و أوغندا                                                                             | 6                                                           |
| 20     | بنغلاديش و روسيا البيضاء و البوسنة والهرسك و إستونيا و كينيا و لوكسمبورغ و هولندا و أوكرانيا و زامبيا                                                         | 5                                                           |
| 21     | جمهورية الدومينيكان و الإكوادور و فنلندا و غواتيمالا و أيرلندا و ساحل العاج و الكويت و ليتوانيا و موريشيوس و مولدوفا و كوريا الشمالية و قطر و تايلاند و اليمن | 4                                                           |
| 22     | ألبانيا و أندورا و البحرين و بوتسوانا و لاتفيا و مدغشقر و موزمبيق و باكستان و السويد                                                                          | 3                                                           |

## إشارات مرجعية
1. ↑  وصلة مرجع: https://ich.unesco.org/en/convention.
2. 1 2 3 4  المادة 2 من نص اتفاقية حماية التراث الثقافي غير المادي_الموقع الرسمي لمنظمة اليونسكو نسخة محفوظة 29 أكتوبر 2015 على موقع واي باك مشين.
3. ↑  مقالة من موقع اليونسكو:التراث الثقافي غير المادي نسخة محفوظة 19 يوليو 2017 على موقع واي باك مشين.
4. ↑  موقع اليونسكو، منشور تحت عنوان:ما هو التراث الثقافي غير المادي؟ نسخة محفوظة 11 سبتمبر 2015 على موقع واي باك مشين.
5. ↑  "Map of the Intangible Cultural Heritage". UNESCO. مؤرشف من الأصل في 2017-05-10. اطلع عليه بتاريخ 2017-05-10.
6. ↑  "China – intangible heritage". مؤرشف من الأصل في 2021-12-04. اطلع عليه بتاريخ 2017-12-07.
7. ↑  "Turkey – intangible heritage". مؤرشف من الأصل في 2021-12-04. اطلع عليه بتاريخ 2017-12-07.
8. ↑  "France – intangible heritage". مؤرشف من الأصل في 2021-12-05. اطلع عليه بتاريخ 2017-12-07.
9. ↑  "Spain – intangible heritage". مؤرشف من الأصل في 2021-12-05. اطلع عليه بتاريخ 2017-12-07.
10. ↑  "Iran – intangible heritage". مؤرشف من الأصل في 2021-12-07. اطلع عليه بتاريخ 2017-12-07.
11. ↑  "Azerbaijan – intangible heritage". مؤرشف من الأصل في 2021-12-04. اطلع عليه بتاريخ 2017-12-07.
12. ↑  "Croatia – intangible heritage". مؤرشف من الأصل في 2021-12-05. اطلع عليه بتاريخ 2017-12-07.
13. ↑  "Japan – intangible heritage". مؤرشف من الأصل في 2021-12-04. اطلع عليه بتاريخ 2017-12-07.
14. ↑  "Republic of Korea – intangible heritage". مؤرشف من الأصل في 2021-12-04. اطلع عليه بتاريخ 2017-12-07.
15. ↑  "Italy – intangible heritage". مؤرشف من الأصل في 2021-12-05. اطلع عليه بتاريخ 2017-12-07.
16. ↑  "Belgium – intangible heritage". مؤرشف من الأصل في 2021-12-04. اطلع عليه بتاريخ 2017-12-07.
17. ↑  "India – intangible heritage". مؤرشف من الأصل في 2021-12-04. اطلع عليه بتاريخ 2017-12-07.
18. ↑  "Kyrgyzstan – intangible heritage". مؤرشف من الأصل في 2021-12-04. اطلع عليه بتاريخ 2020-12-22.
19. ↑  "Mongolia – intangible heritage". مؤرشف من الأصل في 2021-12-04. اطلع عليه بتاريخ 2017-12-07.
20. ↑  "Viet Nam – intangible heritage". مؤرشف من الأصل في 2021-12-04. اطلع عليه بتاريخ 2017-12-07.
21. ↑  "United Arab Emirates – intangible heritage". مؤرشف من الأصل في 2021-12-14. اطلع عليه بتاريخ 2017-12-07.
22. ↑  "Uzbekistan – intangible heritage". مؤرشف من الأصل في 2021-12-04. اطلع عليه بتاريخ 2020-12-22.
23. ↑  "Colombia – intangible heritage". مؤرشف من الأصل في 2023-12-14. اطلع عليه بتاريخ 2023-12-09.
24. ↑  "Morocco – intangible heritage". مؤرشف من الأصل في 2021-12-14. اطلع عليه بتاريخ 2017-12-07.
25. ↑  "Oman – intangible heritage". مؤرشف من الأصل في 2021-12-14. اطلع عليه بتاريخ 2017-12-07.
26. ↑  "Peru – intangible heritage". مؤرشف من الأصل في 2023-12-14. اطلع عليه بتاريخ 2023-12-09.
27. ↑  "Indonesia – intangible heritage". مؤرشف من الأصل في 2021-12-16. اطلع عليه بتاريخ 2017-12-07.
28. ↑  "Kazakhstan – intangible heritage". مؤرشف من الأصل في 2021-12-04. اطلع عليه بتاريخ 2017-12-07.
29. ↑  "Saudi Arabia – intangible heritage". مؤرشف من الأصل في 2021-12-14. اطلع عليه بتاريخ 2020-12-22.
30. ↑  "Mexico – intangible heritage". مؤرشف من الأصل في 2021-12-05. اطلع عليه بتاريخ 2017-12-07.
31. ↑  "Algeria – intangible heritage". مؤرشف من الأصل في 2021-12-14. اطلع عليه بتاريخ 2020-12-22.
32. ↑  "Austria – intangible heritage". مؤرشف من الأصل في 2021-12-04. اطلع عليه بتاريخ 2020-12-22.
33. ↑  "Czech Republic – intangible heritage". مؤرشف من الأصل في 2023-12-16. اطلع عليه بتاريخ 2023-12-12.
34. ↑  "Germany – intangible heritage". مؤرشف من الأصل في 2023-12-13. اطلع عليه بتاريخ 2023-12-12.
35. ↑  "Greece – intangible heritage". مؤرشف من الأصل في 2021-12-05. اطلع عليه بتاريخ 2020-12-22.
36. ↑  "Portugal – intangible heritage". مؤرشف من الأصل في 2021-12-05. اطلع عليه بتاريخ 2017-12-07.
37. ↑  "Romania – intangible heritage". مؤرشف من الأصل في 2021-12-05. اطلع عليه بتاريخ 2017-12-07.
38. ↑  "Switzerland – intangible heritage". مؤرشف من الأصل في 2023-12-13. اطلع عليه بتاريخ 2023-12-10.
39. ↑  "Bolivia – intangible heritage". مؤرشف من الأصل في 2021-12-05. اطلع عليه بتاريخ 2020-12-22.
40. ↑  "Brazil – intangible heritage". مؤرشف من الأصل في 2021-12-05. اطلع عليه بتاريخ 2017-12-07.
41. ↑  "Hungary – intangible heritage". مؤرشف من الأصل في 2023-12-11. اطلع عليه بتاريخ 2023-12-12.
42. ↑  "Mali – intangible heritage". مؤرشف من الأصل في 2021-12-09. اطلع عليه بتاريخ 2020-12-22.
43. ↑  "Slovakia – intangible heritage". مؤرشف من الأصل في 2021-12-05. اطلع عليه بتاريخ 2020-12-22.
44. ↑  "Venezuela – intangible heritage". مؤرشف من الأصل في 2021-12-05. اطلع عليه بتاريخ 2020-12-22.
45. ↑  "Armenia – intangible heritage". مؤرشف من الأصل في 2021-12-04. اطلع عليه بتاريخ 2020-12-22.
46. ↑  "Bulgaria – intangible heritage". مؤرشف من الأصل في 2021-12-04. اطلع عليه بتاريخ 2020-12-22.
47. ↑  "Egypt – intangible heritage". مؤرشف من الأصل في 2023-12-12. اطلع عليه بتاريخ 2023-12-10.
48. ↑  "Cyprus – intangible heritage". مؤرشف من الأصل في 2023-12-12. اطلع عليه بتاريخ 2023-12-09.
49. ↑  "Malaysia – intangible heritage". مؤرشف من الأصل في 2023-12-16. اطلع عليه بتاريخ 2023-12-17.
50. ↑  "Nigeria – intangible heritage". مؤرشف من الأصل في 2023-12-13. اطلع عليه بتاريخ 2023-12-10.
51. ↑  "Slovenia – intangible heritage". ich.unesco.org (بالإنجليزية). Archived from the original on 2023-12-13. Retrieved 2023-12-10.
52. ↑  "Tunisia – intangible heritage". مؤرشف من الأصل في 2023-12-12. اطلع عليه بتاريخ 2023-12-10.
53. ↑  "Cambodia – intangible heritage". مؤرشف من الأصل في 2023-06-24. اطلع عليه بتاريخ 2023-07-31.
54. ↑  "Cuba – intangible heritage". UNESCO. مؤرشف من الأصل في 2023-12-19.
55. ↑  "Malawi – intangible heritage". UNESCO. مؤرشف من الأصل في 2023-12-19.
56. ↑  "Mauritania – intangible heritage". مؤرشف من الأصل في 2023-12-10. اطلع عليه بتاريخ 2023-12-10.
57. ↑  "Palestine – intangible heritage". مؤرشف من الأصل في 2021-05-19. اطلع عليه بتاريخ 2023-12-09.
58. ↑  "Philippines – intangible heritage". مؤرشف من الأصل في 2023-12-07. اطلع عليه بتاريخ 2023-12-10.
59. ↑  "Poland – intangible heritage". مؤرشف من الأصل في 2023-12-12. اطلع عليه بتاريخ 2023-12-12.
60. ↑  "Syria – intangible heritage". مؤرشف من الأصل في 2017-10-02. اطلع عليه بتاريخ 2022-12-02.
61. ↑  "Uganda – intangible heritage". مؤرشف من الأصل في 2023-12-14. اطلع عليه بتاريخ 2023-12-10.
62. ↑  "UNESCO - Bangladesh". ich.unesco.org (بالإنجليزية). Archived from the original on 2023-12-03. Retrieved 2023-12-07.
63. ↑  "Belarus – intangible heritage". مؤرشف من الأصل في 2023-12-13. اطلع عليه بتاريخ 2023-12-12.
64. ↑  "Bosnia and Herzegovina – intangible heritage". مؤرشف من الأصل في 2023-12-19. اطلع عليه بتاريخ 2024-01-02.
65. ↑  "Estonia – intangible heritage". مؤرشف من الأصل في 2023-12-12. اطلع عليه بتاريخ 2023-12-10.
66. ↑  "Kenya – intangible heritage". مؤرشف من الأصل في 2023-12-08. اطلع عليه بتاريخ 2023-12-10.
67. ↑  "Luxembourg – intangible heritage". مؤرشف من الأصل في 2023-12-13. اطلع عليه بتاريخ 2023-12-09.
68. ↑  "Netherlands – intangible heritage". مؤرشف من الأصل في 2023-12-13. اطلع عليه بتاريخ 2023-12-14.
69. ↑  "Ukraine – intangible heritage". مؤرشف من الأصل في 2022-07-06. اطلع عليه بتاريخ 2023-12-12.
70. ↑  "Zambia – intangible heritage". مؤرشف من الأصل في 2023-12-12. اطلع عليه بتاريخ 2023-12-10.
71. ↑  "Dominican Republic – intangible heritage". مؤرشف من الأصل في 2023-12-14. اطلع عليه بتاريخ 2023-12-10.
72. ↑  "Ecuador – intangible heritage". مؤرشف من الأصل في 2023-12-10. اطلع عليه بتاريخ 2023-12-10.
73. ↑  "Finland – intangible heritage". مؤرشف من الأصل في 2023-12-13. اطلع عليه بتاريخ 2023-12-12.
74. ↑  "Guatemala – intangible heritage". مؤرشف من الأصل في 2023-12-14. اطلع عليه بتاريخ 2023-12-10.
75. ↑  "Ireland – intangible heritage". مؤرشف من الأصل في 2023-12-13. اطلع عليه بتاريخ 2023-12-12.
76. ↑  "Ivory Coast – intangible heritage". مؤرشف من الأصل في 2023-12-10. اطلع عليه بتاريخ 2023-12-10.
77. ↑  "Kuwait – intangible heritage". مؤرشف من الأصل في 2023-12-14. اطلع عليه بتاريخ 2023-12-10.
78. ↑  "Lithuania – intangible heritage". مؤرشف من الأصل في 2024-04-11. اطلع عليه بتاريخ 2023-12-10.
79. ↑  "Mauritius – intangible heritage". مؤرشف من الأصل في 2023-12-13. اطلع عليه بتاريخ 2023-12-10.
80. ↑  "Moldova – intangible heritage". مؤرشف من الأصل في 2023-12-12. اطلع عليه بتاريخ 2023-12-10.
81. ↑  "North Korea – intangible heritage". مؤرشف من الأصل في 2023-12-10. اطلع عليه بتاريخ 2023-12-10.
82. ↑  "Qatar – intangible heritage". مؤرشف من الأصل في 2023-12-14. اطلع عليه بتاريخ 2023-12-10.
83. ↑  "Thailand – intangible heritage". مؤرشف من الأصل في 2023-12-14. اطلع عليه بتاريخ 2023-12-12.
84. ↑  "Yemen – intangible heritage". مؤرشف من الأصل في 2023-12-14. اطلع عليه بتاريخ 2023-12-10.
85. ↑  "Albania – intangible heritage". مؤرشف من الأصل في 2023-12-19. اطلع عليه بتاريخ 2023-12-24.
86. ↑  "Andorra – intangible heritage". مؤرشف من الأصل في 2023-12-12. اطلع عليه بتاريخ 2023-12-09.
87. ↑  "Bahrain – intangible heritage". مؤرشف من الأصل في 2023-12-12. اطلع عليه بتاريخ 2023-12-10.
88. ↑  "Botswana – intangible heritage". مؤرشف من الأصل في 2023-12-13. اطلع عليه بتاريخ 2023-12-10.
89. ↑  "Latvia – intangible heritage". مؤرشف من الأصل في 2023-12-12. اطلع عليه بتاريخ 2023-12-10.
90. ↑  "Madagascar – intangible heritage". مؤرشف من الأصل في 2023-12-12. اطلع عليه بتاريخ 2023-12-10.
91. ↑  "Mozambique – intangible heritage". مؤرشف من الأصل في 2023-12-12. اطلع عليه بتاريخ 2023-12-10.
92. ↑  "Pakistan – intangible heritage". مؤرشف من الأصل في 2023-12-14. اطلع عليه بتاريخ 2023-12-10.
93. ↑  "Sweden – intangible heritage". مؤرشف من الأصل في 2023-12-13. اطلع عليه بتاريخ 2023-12-12.

## وصلة خارجية
- اتفاقية صون التراث الثقافي غير المادي